# Meganura famulus
Meganura famulus är en stekelart som först beskrevs av Charles Thomas Bingham 1901.  Meganura famulus ingår i släktet Meganura och familjen bracksteklar. Inga underarter finns listade i Catalogue of Life.